# 서울, 에비타
"서울, 에비타"는 1991년에 개봉한 대한민국의 영화이며 조영남 (극중 조영남 역이자 음악감독으로 참여)이 해당 영화 OST에 수록된 노래 '그대 따르리'를 부르기도 했는데 손익분기점인 5만명선을 훨씬 밑도는 관객이 입장하여 흥행에 참패했다.
한편, 박상원 (김민수 역)이 해당 영화로 스크린 데뷔를 했는데 그 이후 여러 번 영화 출연 제의가 왔으나 거절했으며 우여곡절 끝에 용병 이반으로 스크린 복귀를 했지만 흥행,비평 양쪽에서 모두 실패하는 수모를 겪었다.

## 캐스팅
- 황신혜 : 이선영 역
- 박상원 : 김민수 역
- 조영남 : 조영남 역
- 김은숙 : 미스 오 역
- 정혜선
- 오승명
- 김석옥
- 이호성
- 이용식
- 정운봉
- 김덕남
- 이봉원
- 오지명
- 노영화
- 김현명
- 나갑성
- 이완용
- 김백수
- 박부양
- 길용우
- 한진희
- 어정웅
- 유우종
- 김지성
- 황문용
- 맹지영
- 윤상언
- 박소라
- 홍상진
- 이남희